# 馬勒菲茨格拉本河
47°22′27″N 8°24′04″E / 47.37415°N 8.40108°E

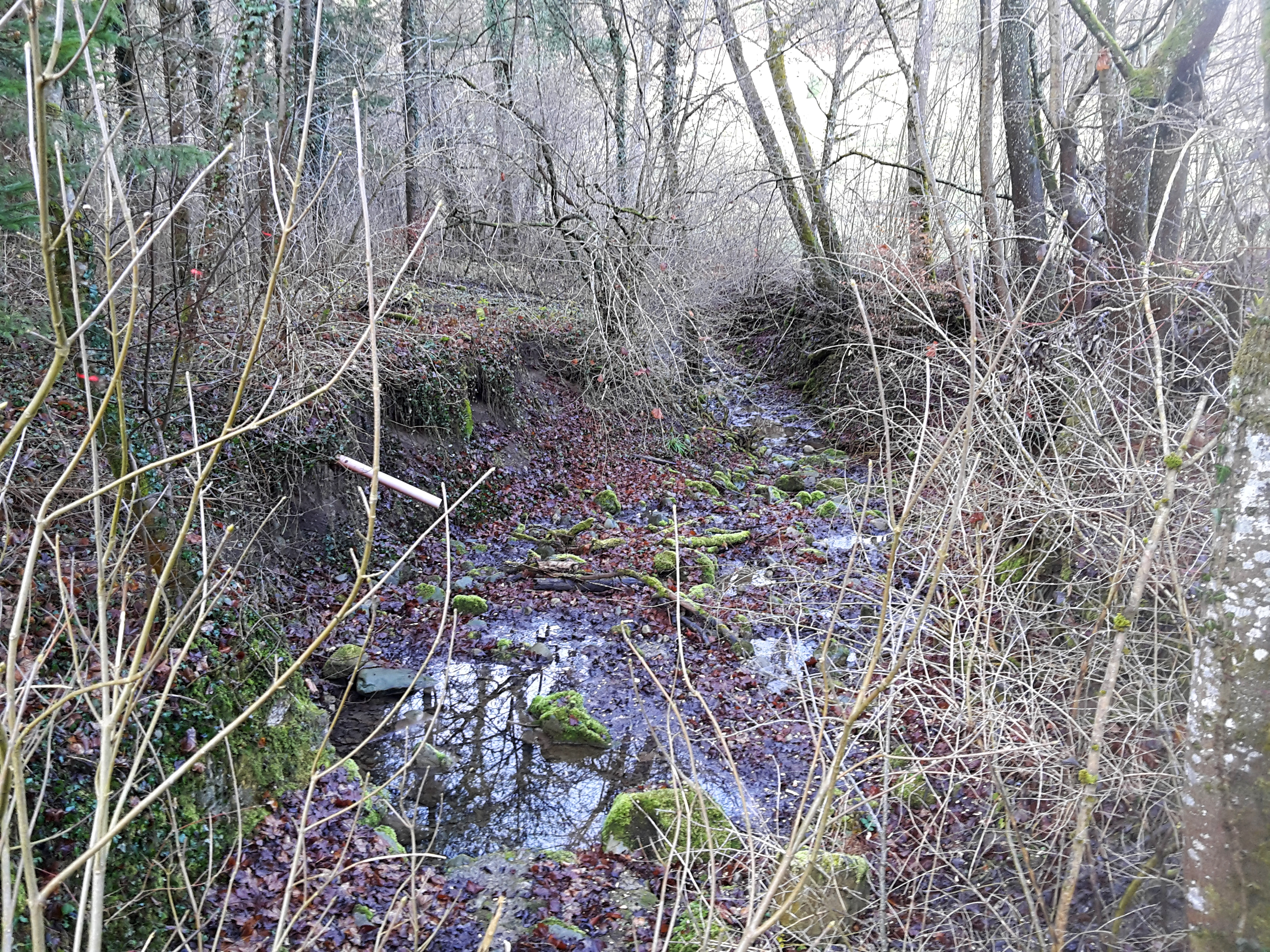

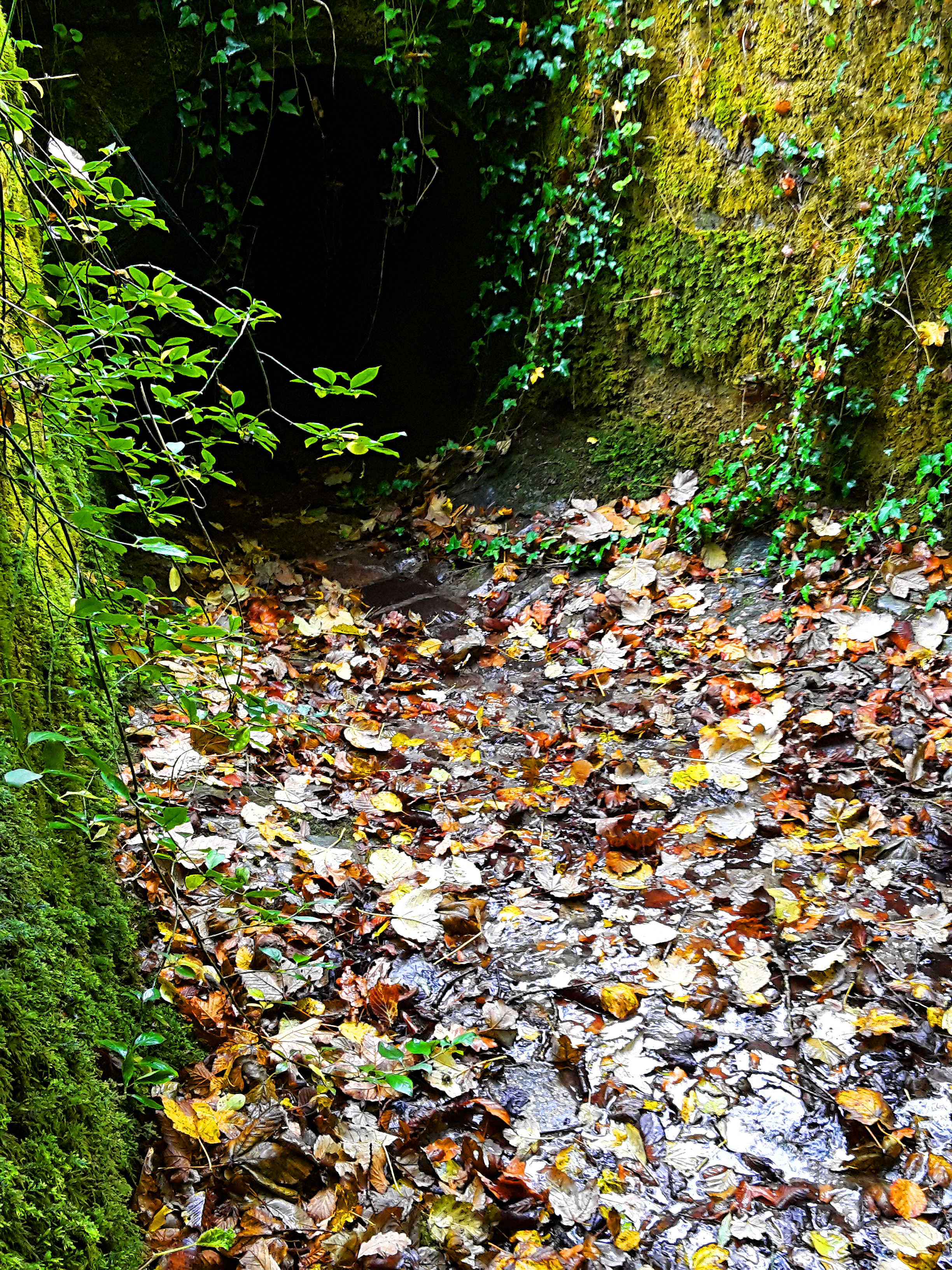

馬勒菲茨格拉本河是瑞士的河流，位於該國北部，流經阿爾高州和蘇黎世州，屬於雷皮施河的左支流，河道全長1.2公里，流域面積1.4平方公里。